# Ma Zhongying

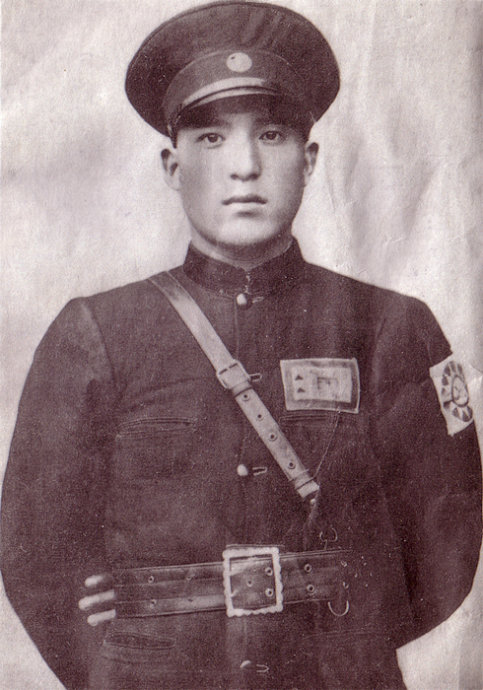
Foto von Ma Zhongying

Ma Zhongying (auch Ma Chung-ying, chinesisch 馬仲英, Pinyin Mǎ Zhòngyīng, * 1908, 1910 oder 1911 in Pieh-tsang bei Linxia, Gansu, China; Sterbedaten unbekannt) war ein Kriegsherr in der Republik China. Während der Hami-Rebellion intervenierte Ma mit seinen Truppen zwei Mal in der Provinz Xinjiang.
Mas Großvater war der gleiche Großvater wie der von Ma Bufang und Ma Buqing.
Ma wuchs in den 1920er Jahren in Gansu auf und erlebte dort Erdbeben, Trockenheiten, Hungersnöte, die weite Verbreitung von Opium und Schlachten des Chinesischen Bürgerkriegs, vor allem von den Armeen Feng Yuxiangs. Im Gegensatz zum christlichen General Feng förderten die Ma-Brüder, mit denen Ma Zhongying verwandt war, die Bewegung der Yihewani, die seinerzeit den Muslimbrüdern nahestand. Bereits im jungen Alter kommandierte Ma Truppen im so genannten muslimischen Konflikt von Gansu von 1927 bis 1930.
Nach dem Beginn der Hami-Rebellion im Jahr 1931 riefen Hodscha Niyaz und Yulbars Khan Ma Zhongying zur Hilfe. Ma marschierte daraufhin mit 500–1.000 schlecht ausgerüsteten Reitern in Hami ein. Die Provinztruppen Jin Shurens konnten die Streitmacht von Ma zurückschlagen. Der Warlord zog sich daraufhin vorläufig nach Gansu wieder zurück.
General Ma marschierte im Frühjahr 1933 erneut in Xinjiang ein und belagerte die Provinzhauptstadt Urumtschi mit 10.000 Mann. Mas Truppen nutzten dabei angeblich sogar Krupp-Kanonen. Die Truppen unter dem Kommando von Provinzgouverneur Sheng Shicai schlugen Mas Truppen jedoch zurück und konnten letztendlich Hami im Dezember 1933 besetzen. Die von Ma Zhongying befehligten Dunganentruppen zogen daraufhin zunächst nach Korla. Dort drohte Ma, den schwedischen Forscher Sven Hedin, der sich im Rahmen der Chinesisch-Schwedischen Expedition dort aufhielt, zu erschießen, wenn dieser ihm nicht seine Autos überlassen würde. Später marschierten sie in den Südwesten der Provinz weiter und zerschlugen 1934 die Islamische Republik Ostturkestan. Aufgrund der starken Präsenz von Mas Truppen in Xinjiang marschierte die Rote Armee im Frühjahr 1934 in Xinjiang ein. Im Juli 1934 wies Ma seine Truppen an, aus Kaschgar nach Hotan abzuziehen. Dort regierte sein Halbbruder Ma Hushan bis 1937 das so genannte Dunganistan. Ma Zhongying selbst wiederum reiste nach Irkeschtam und verschwand in der Sowjetunion. Nichts ist bekannt, was mit ihm danach geschah.
Sven Hedin schrieb ein Buch über Ma und nannte ihn darin Großes Pferd, obwohl sein Spitzname eigentlich Der kleine Kommandeur war.